# Келлер, Эрнст фон
Эрнст-Маттиас фон Келлер (нем. Ernst-Matthias von Köller; 1841—1928) — германский политический деятель, министр внутренних дел Пруссии; младший брат председателя Палаты представителей Пруссии Георга Эрнста Максимильяна фон Келлера.

## Биография
Эрнст-Маттиас фон Келлер родился 8 июля 1841 года в Пруссии
Как и его старший брат Георг избрал политическую карьеру. В 1881-1888 гг. был членом германского рейхстага, где принадлежал к немецкой консервативной партии, в 1887 году занял должность начальника полиции в Франкфурте-на-Майне, в 1889 году занял пост помощника статс-секретаря по внутренним делам Эльзас-Лотарингии и представителя области в Союзном совете. 
В 1894 году, когда бывший наместник Эльзас-Лотарингии, князь Хлодвиг Гогенлоэ, был назначен имперским канцлером, он поставил Келлера во главе министерства внутренних дел Пруссии. Заняв эту должность, он направил все свои силы на борьбу с социал-демократией, при помощи полицейских средств; он был одним из авторов и главных защитников в рейхстаге так называемого Umsturzvorlage, закона, вводившего или усиливавшего наказания за призыв или подстрекательство (в особенности при помощи печати) к совершению преступления, за попытки подорвать дисциплину в прусских войсках и т. д. Однако этот законопроект был отвергнут рейхстагом. 
Поддерживал Келлер и сохранение исключительного положения в Эльзас-Лотарингии. В декабре 1895 года он должен был выйти в отставку, так как его реакционная политика оказалась слишком крайней для Гогенлоэ и других министров. 
Несмотря на общую ненависть к фон Келлеру, император в августе 1897 года назначил его обер-президентом Шлезвиг-Голштинии. Здесь он вел германизаторскую политику, в том числе, путем высылки датчан. 
В августе 1901 года он назначен на место Путткаммера статс-секретарем Эльзас-Лотарингии. Благодаря изменившемуся отношению императора ему пришлось проводить в Эльзас-Лотарингии политику, совершенно противоречащую его прежним убеждениям; при нем был отменен «диктатур-параграф», требование паспортов на границе и другие непопулярные меры.
Эрнст-Маттиас фон Келлер умер 11 декабря 1928 года в городе Штеттине.

## Награды
Имел награды:
орден Чёрного орла
большой крест с дубовыми листьями ордена Красного орла (Пруссия)
орден Красного орла 1-й степени с короной и дубовыми листьями (Пруссия)
орден Красного орла 2-й степени с дубовыми листьями (Пруссия)
орден Короны 2-й степени со звездой (Пруссия)
рыцарь ордена Святого Иоанна (Пруссия)
знак отличия «За долгую службу в ландвере» 2-й степени (Пруссия)
серебряная и бронзовая медали Прусского Общества Красного Креста (Пруссия)
большой крест ордена Церингенского льва (Баден)
большой крест ордена Заслуг герцога Петра Фридриха Людвига (Ольденбург)
командор ордена Короны Италии (Италия)